# Giovanni Büttner
Giovanni Büttner (Doetinchem, 22 september 1998) is een Nederlands voetballer die als aanvaller speelt. Hij is een neef van Alexander Büttner.

## Carrière
Giovanni Büttner speelde in de jeugd van DZC '68, SBV Vitesse en Go Ahead Eagles. Sinds 2018 maakt hij deel uit van de selectie van Go Ahead. Hij debuteerde op 31 oktober 2018, in de met 3-0 verloren bekerwedstrijd tegen AFC Ajax. Büttner kwam in de 72e minuut in het veld voor Jaroslav Navrátil. Op 22 april 2019 maakte hij zijn basisdebuut in de Eerste divisie, in de met 1-0 verloren uitwedstrijd tegen TOP Oss. In 2019 vertrok hij transfervrij naar TOP Oss. Hier werd hij een vaste waarde en tekende hij in december 2019 een contract tot medio 2021. In zijn tweede seizoen kwam hij door blessures weinig in actie, maar zijn contract werd wel met een jaar verlengd. Nadat zijn contract in 2022 afliep, probeerde hij via een proefperiode een contract te verdienen bij Telstar. Dit lukte niet, waarna Büttner naar Kozakken Boys vertrok. Hier raakte hij al snel geblesseerd en vanwege de grote reisafstand tussen Doetinchem en Werkendam besloten club en speler in december om uit elkaar te gaan. In mei 2023 trainde hij met De Graafschap mee waar hij in september op amateurbasis werd toegevoegd aan het eerste team. Een jaar later stapte hij op amateurbasis over naar Vitesse. Op 27 november 2024 werd zijn amateurovereenkomst ontbonden. 

### Statistieken
| Seizoen                    | Club            | Land           | Competitie     | Competitie | Competitie | Beker | Beker | Overig | Overig | Totaal | Totaal |
| Seizoen                    | Club            | Land           | Competitie     | Wed.       | Dlp.       | Wed.  | Dlp.  | Wed.   | Dlp.   | Wed.   | Dlp.   |
| -------------------------- | --------------- | -------------- | -------------- | ---------- | ---------- | ----- | ----- | ------ | ------ | ------ | ------ |
| 2018/19                    | Go Ahead Eagles | Nederland      | Eerste divisie | 1          | 0          | 1     | 0     | 0      | 0      | 2      | 0      |
| 2019/20                    | TOP Oss         | Nederland      | Eerste divisie | 17         | 2          | 2     | 0     | —      | —      | 19     | 2      |
| 2020/21                    | TOP Oss         | Nederland      | Eerste divisie | 8          | 0          | 1     | 0     | —      | —      | 9      | 0      |
| 2021/22                    | TOP Oss         | Nederland      | Eerste divisie | 18         | 1          | 0     | 0     | —      | —      | 18     | 1      |
| 2022/23                    | Kozakken Boys   | Nederland      | Tweede divisie | 10         | 5          | 1     | 0     | —      | —      | 11     | 5      |
| Carrièretotaal             | Carrièretotaal  | Carrièretotaal | Carrièretotaal | 54         | 8          | 5     | 0     | 0      | 0      | 59     | 8      |
| Bijgewerkt op 18 juni 2023 |                 |                |                |            |            |       |       |        |        |        |        |